# Ceratinopsis locketi
Ceratinopsis locketi är en spindelart som beskrevs av Alfred Frank Millidge 1995. Ceratinopsis locketi ingår i släktet Ceratinopsis och familjen täckvävarspindlar. Inga underarter finns listade i Catalogue of Life.